# Cynophalla mattogrossensis
Cynophalla mattogrossensis är en kaprisväxtart som först beskrevs av Pilg., och fick sitt nu gällande namn av Cornejo och Iltis. Cynophalla mattogrossensis ingår i släktet Cynophalla, och familjen kaprisväxter. Inga underarter finns listade i Catalogue of Life.